# Костулас, Хараламбос
Хараламбос Костулас (греч. Χαράλαμπος Κωστούλας; родился 30 мая 2007, Афины)  — греческий футболист, нападающий английского клуба «Брайтон энд Хоув Альбион».

## Клубная карьера
Выступал за юношескую команду клуба «Агия Анна», в 2019 году присоединился к академии «Олимпиакоса». В сезоне 2023/24 помог «Олимпиакосу» выиграть Юношескую лигу УЕФА. В основном составе «красно-белых» дебютировал 17 августа 2024 года, выйдя в стартовом составе в матче греческой Суперлиги против клуба «Волос».
12 июня 2025 года перешёл в «Брайтон энд Хоув Альбион» за 35 млн евро (29,78 млн фунтов), подписав с английским клубом пятилетний контракт.

## Карьера в сборной
Выступал за сборные Греции до 16, до 17, до 19 лет и до 21 года.

## Достижения
«Олимпиакос»
- Победитель Юношеской лиги УЕФА: 2023/24[3]